# Stade Olympique Merlebach
Stade Olympique de Merlebach ist ein französischer Fußballverein aus der lothringischen Stadt Freyming-Merlebach (dt. Freimengen-Merlenbach).

## Geschichte

### Anfänge
Der Klub wurde unter dem Namen US Merlebach gegründet. Nur ein Jahr nach der Gründung erhielt der Klub seinen heutigen Namen.

### Im deutschen Spielbetrieb
Mit der deutschen Besatzung Frankreichs kam Freyming-Merlebach unter ihrem deutschen Namen Freimengen-Merlenbach in den Gau Westmark. Der Verein wurde in die TSG Merlenbach umbenannt. Unter diesem Namen nahm der Klub am deutschen Spielbetrieb teil. In der Saison 1943/44 spielte der Grenzklub auch in der Gauliga Westmark. Die Saison musste jedoch kriegsbedingt abgebrochen werden.

### Rückkehr in den französischen Spielbetrieb und die sportliche Entwicklung seitdem
Noch vor Kriegsende kamen die Lothringer in den französischen Spielbetrieb zurück und nahmen ihren alten Namen an. In der Saison 1946/47 nahm der Klub seinen Spielbetrieb auf und nahm an der Division d’Honneur teil. In jener Saison belegten sie mit 29 Punkten den ersten Platz, der auch in der Folgesaison, mit 37 Punkten, geholt werden konnte. Dadurch stiegen sie in die CFA auf. In der Saison 1948/49 belegten sie den zweiten Tabellenplatz. In der Saison reichte es für die SO Merlebach nur für den sechsten Platz. Die Saison darauf fand sich der Grenzklub auf Platz acht wieder, der in der Saison darauf verteidigt werden konnte. In der Saison darauf erreichte die SO den siebten Tabellenplatz. Auch in der Saison 1953/54 belegten die Lothringer nur den siebten Tabellenplatz. Bis 1961 spielte der Grenzklub in der CFA, ehe die Mannschaft abstieg. Der Wiederaufstieg wurde verpasst, als man nur zweiter wurde. Auch in der Folgesaison wurde der Wiederaufstieg verpasst. Dieses Mal wurde jedoch der vierte Tabellenplatz belegt. In der Saison 1963/64 belegte der Klub aus der deutsch-französischen Grenzregion nur den sechsten Platz. Ein Jahr später wurde der Wiederaufstieg knapp verpasst, als die Lothringer nur drei Punkte Rückstand auf die Reservemannschaft des FC Metz hatten. 1966 glückte dann der Wiederaufstieg in die CFA, als die Mannschaft als Tabellenführer die Saison abschloss. In der ersten Saison nach dem Wiederaufstieg belegte der Klub einen respektablen dritten Platz. Während 1968 der sechste, sowie 1969 der achte Tabellenplatz folgte, belegte die Mannschaft 1970 den vierten Tabellenplatz, was gleichbedeutend mit dem Aufstieg in die zweitklassige Division 2 (heute Ligue 2) war. Die Mannschaft war somit erstmals in ihrer Vereinsgeschichte im Profifußball vertreten. Jedoch stieg man zum Ende der Saison 1970/71 wieder, als Tabellensechzehnter, aus der Division 2 ab. Der sportliche Abstieg ging in der Division 3 wieder weiter, als der Klub mit dem 13. Tabellenplatz in die Division d’Honneur abstieg. Bis heute konnte der Klub die Rückkehr in den Profifußball nicht schaffen.

### Gegenwart
In der Saison 2018/19 spielt der Verein in der achtklassigen Regional 3 Lorraine. Aktuelle Heimspielstätte ist das Stade Léon Brom-Francois Konrady im Nachbarort Cocheren.